# ラードリー・ベーグム
ラードリー・ベーグム（Ladli Begum, 1605年 - 1677年）は、北インド、ムガル帝国の皇子シャフリヤールの妃。父はシェール・アフガーン・ハーン、母はヌール・ジャハーン。

## 生涯

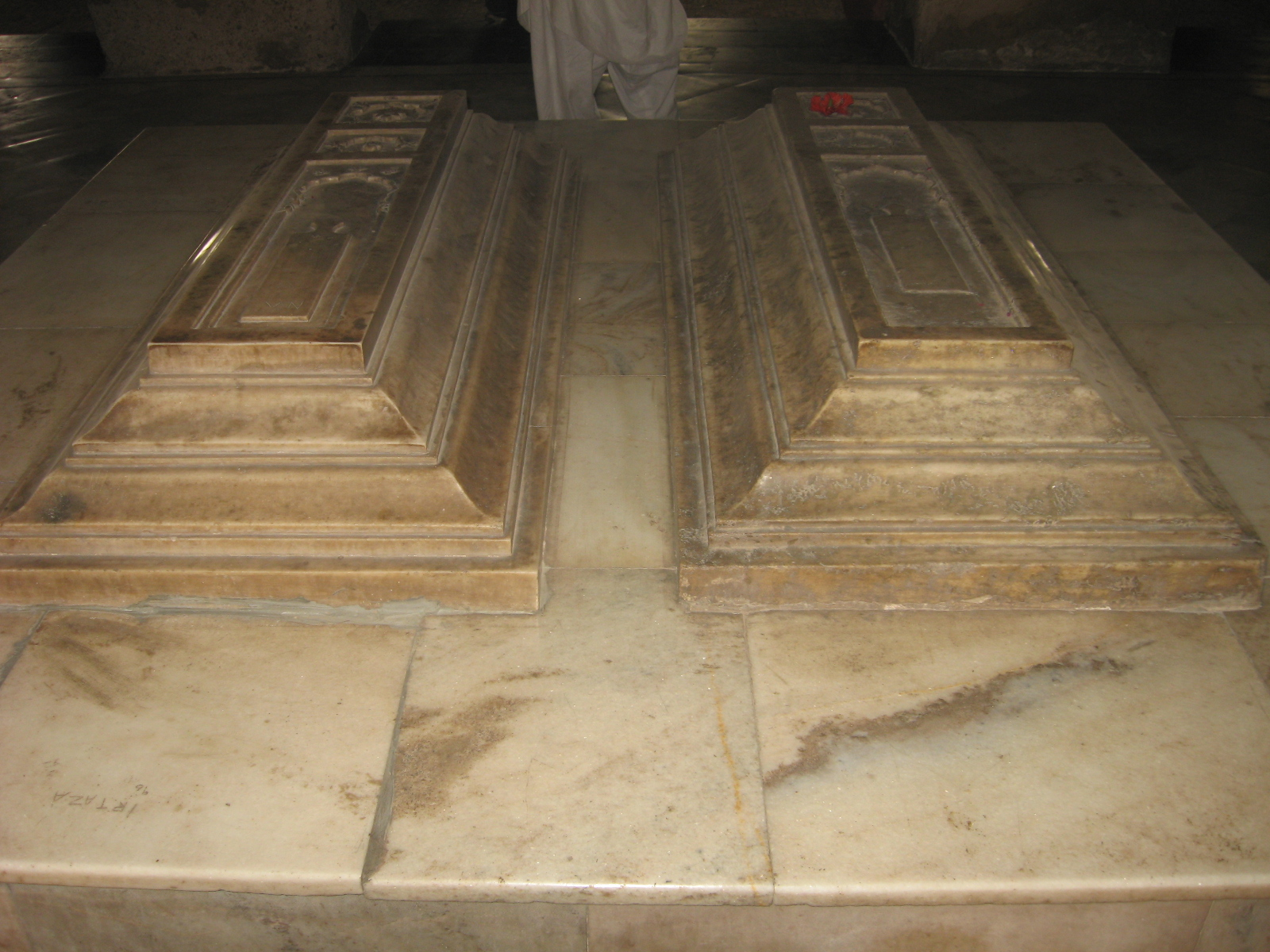
ラードリー・ベーグムと母ヌール・ジャハーンの棺

1605年、シェール・アフガーン・ハーンとその妻ヌール・ジャハーンの子供として生まれる。
1607年、母ヌール・ジャハーンは皇帝ジャハーンギールと再婚し、ラードリー・ベーグムはその養女となった。
1619年、ラードリー・ベーグムはジャハーンギールの皇子シャフリヤールと結婚した。
1628年、夫シャフリヤールはシャー・ジャハーンによって処刑され、母ヌール・ジャハーンは隠居生活に入った。ラードリー・ベーグムはその後どのような余生を送ったかは不明であるが、恐らく母と同じ運命をたどったと思われる。
1677年に死亡したとされ、その遺体は母ヌール・ジャハーンの棺の横に埋葬された。